# Max Abegglen
Max Abegglen (Neuchâtel, 11 april 1902 – Zermatt, 25 augustus 1970) was een Zwitsers voetballer, die speelde als aanvaller. Hij overleed op 68-jarige leeftijd. Zijn broers André en Jean Abegglen speelden eveneens voor de nationale ploeg van Zwitserland.

## Clubcarrière
Abegglen, bijgenaamd "Xam", speelde gedurende zijn carrière voor Neuchâtel Xamax, FC Lausanne-Sport en tot slot Grasshopper Club Zürich. Met die laatste club won hij vijfmaal de Zwitserse landstitel.

## Interlandcarrière
Abegglen kwam 68 keer (34 goals) uit in het Zwitsers nationaal elftal in de periode 1922–1937. In zijn eerste interland op 19 november 1922 scoorde hij drie keer tegen Nederland (5-0), een prestatie die geen enkele andere Zwitserse international later wist te herhalen. Onder leiding van de Engelse bondscoach Teddy Duckworth nam hij met zijn vaderland deel aan de Olympische Spelen 1924 in Parijs, waar de Zwitsers de zilveren medaille wonnen. In de finale verloor de ploeg met 3–0 van Uruguay, dat de revelatie van het toernooi werd. Abegglen was eveneens actief op de Olympische Spelen 1928 in Amsterdam. Hij was decennialang topscorer aller tijden van het Zwitserse elftal, totdat Kubilay Türkyilmaz in 2001 op gelijke hoogte kwam. Op 30 mei 2008 kwam de eretitel in bezit van Alexander Frei.

## Erelijst
Grasshopper Club Zürich
- Zwitsers landskampioen

1927, 1928, 1931, 1937, 1939
- Beker van Zwitserland

1926, 1927, 1932, 1934, 1937, 1938, 1940, 1941
| Logo van de Olympische Spelen | Goud | Zilver | Brons | Logo van de Olympische Spelen |
|                               | 0    | 1      | 0     |                               |